# Make Me Famous
Make Me Famous fue una banda ucraniana de metalcore fundada en Donetsk, Ucrania en 2010.

## Historia
La banda se formó en 2010 después de que Denis Shaforostov subiese vídeos musicales a YouTube, más tarde se integraría el bajista Sergei Hohlov y el guitarrista Igor (Jimmy X Rose) Yastrebov. Poco después, Serj Kravchenko, el exvocalista de Pictures Inside se une a la banda como vocalista principal y guturales y también a Jace Thomas como baterista.
A principios de 2011, la banda lanzó su primer EP titulado Keep This in Your Music Player, el baterista Jace Thomas fue expulsado por filtrar sus instrumentales de batería, con lo cual fue expulsado de la banda y fue reemplazado por Dusty Boles exbaterista de Rose Funeral. El 30 de septiembre de 2011, que oficialmente anunciaron que firmaron con Sumerian Records.
El 27 de marzo de 2012, la banda lanzó su álbum debut titulado It's Now or Never, A finales de noviembre del 2012, el fundador y líder Denis Shaforostov fue expulsado de la banda por sus cuatro compañeros de banda, la banda retirándose de Sumerian Records y finalmente la banda desintegrándose. Sumerian Records cuando anunció que la banda se desintegraba simplemente dijo "Es una vergüenza cuando miembros de la banda no se llevan bien entre sí." Luego la banda mantuvo una última gira después Shaforostov se había separado antes de romper oficialmente. Shaforostov comenzó una nueva banda llamada Down & Dirty y los integrantes de Make Me Famous menos Shaforostov crean una banda llamada Oceans Red.
La nueva banda Oceans Red había integrado al baterista Nick Mayhew y el guitarrista Dusty Boles, que luego en 2013 lanzan un EP titulado Hold Your Breath y que estaría trabajado para un álbum de estudio, mientras que Via Vanity lanzan cuatro singles Dangerous, The Riddle, The Red, y Skeleton Key.

## Miembros
| Últimos miembros - Serj Kravchenko – voz gutural - Sergei Hohlov – bajo, coros - Igor (Jimmy X Rose) Yastrebov – guitarra - Dusten Boles – batería | Antiguos miembros - Jace Thomas – batería (2010-2011) - Denis Shaforostov – voz melódica, voz gutural, guitarra, programaciones, sintetizador (2010-2012) |

## Discografía

### Álbum de estudio
- 2012 - It's Now or Never

### EP
- 2011 - Keep This in Your Music Player

### Singles
- 2011 - Make It Precious
- 2011 - I Am A Traitor. No One Does Care
- 2011 - Once You Killed A Cow - You Gotta Make A Burger
- 2011 - We Know It's Real
- 2012 - Blind Date 101

### Videografía
- 2011 - Make It Precious
- 2011 - Make It Precious (versión acústica)
- 2012 - Blind Date 101